# Equator - L'amante sconosciuta
Equator - L'amante sconosciuta (Équateur) è un film del 1983 diretto da Serge Gainsbourg.
Il soggetto è tratto dal romanzo Colpo di luna (1933) di Georges Simenon. Il film è stato candidato senza vincere il César per la musica. Presentato fuori concorso al festival di Cannes, il film è stato fischiato per la visione pessimistica che dà dell'Africa.

## Trama
Timar, sbarcato in Gabon, s'innamora di Adèle. Resta stupito nel vedere che viene condannato un africano locale per un omicidio che in realtà ha commesso Adèle, e, deluso, rientra in Europa.